# Ōsumi-Klasse
Die Ōsumi-Klasse (japanisch おおすみ型輸送艦 Ōsumi-gata yuzōkan) ist eine Klasse von drei Docklandungsschiffen der Japanischen Maritimen Selbstverteidigungsstreitkräfte (JMSDF). Sie ist benannt nach der historischen Provinz Ōsumi.

## Einheiten
| Kennung  | Name                 | Bauwerft         | Kiellegung        | Stapellauf        | Indienststellung | Heimathafen |
| -------- | -------------------- | ---------------- | ----------------- | ----------------- | ---------------- | ----------- |
| LST-4001 | Ōsumi (おおすみ)     | Mitsui, Tamano   | 6. Dezember 1995  | 18. November 1996 | 11. März 1998    | Kure        |
| LST-4002 | Shimokita (しもきた) | Mitsui, Tamano   | 30. November 1999 | 29. November 2000 | 12. März 2002    | Kure        |
| LST-4003 | Kunisaki (くにさき)  | Hitachi, Maizuru | 7. September 2000 | 13. Dezember 2001 | 26. Februar 2003 | Kure        |

## Technische Beschreibung

### Rumpf und Antrieb
Der Rumpf eines Schiffes der Ōsumi-Klasse ist 178 Meter lang, 25,8 Meter breit und hat bei einer Verdrängung von 14.000 Tonnen einen Tiefgang von 7,5 Metern.
Der Antrieb erfolgt durch zwei Mitsui 16V42M-A-Dieselmotoren, mit einer Gesamtleistung von 26.000 PS (19.123 kW). Diese geben die Leistung an zwei Wellen mit je einer Schraube weiter. Die Höchstgeschwindigkeit beträgt 22 Knoten (41 km/h).

### Bewaffnung
Zur Selbstverteidigung dienen zwei 20-mm-Maschinenkanonensysteme Phalanx Mk.15, mehrere körpergesteuerte 12,7-mm-Maschinengewehre (Browning M2) und eine Reihe von Handfeuerwaffen.

### Elektronik
Die elektronische Ausrüstung der Schiffe der Klasse besteht aus einem Luftraumüberwachungsradar OPS-14C, einem Seeraumüberwachungsradar OPS-28D und einem Navigationsradar OPS-20.

## Besatzung
Die Besatzung hatte eine Stärke von 135 Offizieren, Unteroffizieren und Mannschaften.